# Segundo gobierno de Javier Fernández
El segundo gobierno de Javier Fernández fue la composición del Gobierno del Principado de Asturias entre julio de 2015 y julio de 2019, siendo presidente del Principado Javier Fernández Fernández. Fue un gobierno paralelo a la X legislatura de la Junta General del Principado de Asturias.

## Historia
Después de que la Federación Socialista Asturiana quedase como primera fuerza en la Junta General del Principado de Asturias tras las elecciones del 24 de mayo de 2015, Javier Fernández es re-investido como presidente del Principado de Asturias, gracias a los votos del PSOE en el Parlamento. Accedió al cargo de nuevo el 23 de julio y su Segundo Gobierno comenzó el 29 de julio de 2015, siendo un modelo continuista de su Primer Gobierno.
El gobierno estuvo formado por 12 consejerías en total, donde todas las carteras correspondían a miembros del PSOE. Le sustituyó el 25 de julio de 2019 el Primer Gobierno Barbón, también del PSOE aunque con un nuevo presidente: Adrián Barbón.

## Composición
| Segundo gobierno de Javier Fernández Desde el 23 de julio de 2015 hasta 25 de julio de 2019 |               |                                                                        |                                                                                           |                                            |
| Partido político                                                                            |               | Federación Socialista Asturiana (FSA-PSOE)                             | Federación Socialista Asturiana (FSA-PSOE)                                                | Federación Socialista Asturiana (FSA-PSOE) |
| Partido político                                                                            | Independiente |                                                                        |                                                                                           |                                            |
| Cargo                                                                                       | Titular       | Titular                                                                | Titular                                                                                   | Titular                                    |
| Presidente                                                                                  |               | Javier Fernández Fernández 23 de julio de 2015 - 16 de julio de 2019   |                                                                                           | [ 4 ]                                      |
| Presidencia y Participación ciudadana                                                       |               | Guillermo Martínez Suárez 29 de julio de 2015 - 25 de julio de 2019    | [[File:2019 05 20-Reunion-Consejo-Gobierno-3.jpg\|1600px\|alt={{{Alt\|{{{descripción}}}]] | [ 5 ]                                      |
| Hacienda y Sector Público                                                                   |               | Dolores Carcedo García 29 de julio de 2015 - 25 de julio de 2019       |                                                                                           | [ 6 ]                                      |
| Empleo, Industria y Turismo                                                                 |               | Francisco Blanco Ángel 29 de julio de 2015 - 26 de mayo de 2017        |                                                                                           | [ 7 ]                                      |
| Empleo, Industria y Turismo                                                                 |               | Isaac Pola Alonso 26 de mayo de 2017 - 25 de julio de 2019             |                                                                                           | [ 8 ] [ 9 ]                                |
| Educación y Cultura                                                                         |               | Genaro Alonso Megido 29 de julio de 2015 - 25 de julio de 2019         |                                                                                           | [ 10 ]                                     |
| Servicios y Derechos Sociales                                                               |               | Pilar Varela Díaz 29 de julio de 2015 - 25 de julio de 2019            | [[File:EIP-AHA Premio Asturias.jpg\|1600px\|alt={{{Alt\|{{{descripción}}}]]               | [ 11 ]                                     |
| Sanidad                                                                                     |               | Francisco del Busto de Prado 29 de julio de 2015 - 25 de julio de 2019 |                                                                                           | [ 12 ]                                     |
| Infraestructuras, Ordenación de Territorio y Medio Ambiente                                 |               | Belén Fernández González 29 de julio de 2015 - 23 de junio de 2017     |                                                                                           | [ 13 ]                                     |
| Infraestructuras, Ordenación de Territorio y Medio Ambiente                                 |               | Fernando Lastra Valdés 23 de junio de 2017 - 20 de mayo de 2019        |                                                                                           | [ 14 ] [ 15 ]                              |
| Infraestructuras, Ordenación de Territorio y Medio Ambiente                                 |               | Benigno Fernández Fano 20 de mayo de 2019 - 25 de julio de 2019        |                                                                                           | [ 16 ]                                     |
| Desarrollo Rural y Recursos Naturales                                                       |               | María Jesús Álvarez González 29 de julio de 2015 - 25 de julio de 2019 |                                                                                           | [ 17 ]                                     |